# Tóth Lajos (labdarúgó, 1939)
Tóth Lajos (Szentes, 1939. május 13. –) labdarúgó, kapus.

## Pályafutása
1960 és 1968 között a Szegedi EAC labdarúgója volt. Az élvonalban 1960. december 4-én mutatkozott be a Salgótarján ellen, ahol 1–1-es döntetlen született. 1969 és 1971 között a Rába ETO csapatában játszott. Az élvonalban összesen 121 mérkőzésen védett.